# 正十二面体烷
正十二面体烷（英語：Dodecahedrane），又称十二面烷、正十二面烷，是一个正十二面体形状的碳氢化合物，化学式为C20H20，不存在于自然界中。它的合成首先由俄亥俄州立大学的Leo Paquette于1982年完成，该合成路线被誉为有机合成的经典作品之一。
在正十二面体烷中，每个顶点碳与三个邻近的碳原子相连，碳-碳键角为正五边形的内角108°，与sp3杂化碳原子的109.5°相近，因此张力不大。每个碳上连有一个氢原子，整个分子为Ih对称性（类似于富勒烯），质子核磁共振谱中氢原子只有一个单峰，化学位移为3.38pm。
正十二面体烷与立方烷和正四面体烷同属于柏拉图烃一类。它也是多并五元环之一。

## 全合成
正十二面体烷的全合成历时超过30年，菲利普·伊顿和Paul von Ragué Schleyer等研究团队都曾经加入进来。早在1964年伍德沃德合成三并五元环（Triquinane）时，就有人认为正十二面体烷可以很容易地由该化合物二聚制得，但结果并非如此。菲利普·伊顿在1978年时发表了一篇回顾，谈及之前对正十二面体烷合成的策略，参见：。
1982年，Leo Paquette利用了一个29步反应，用两分子环戊二烯（十碳原料）、一分子丁炔二酸二甲酯（四碳）、两分子烯丙基三甲基硅烷（六碳）为原料，成功构建了正十二面体烷。
该路线中，首先用两分子的环戊二烯1与金属钠反应，借由环戊二烯基配合物中间体，与碘作用得到偶联产物二氢富瓦烯2。然后发生与丁炔二酸二甲酯3发生Diels-Alder连续反应，生成4b与4的等量混合物，不对称的4b被舍弃。
| 正十二面体烷合成I     |  | 正十二面体烷合成II     |
| 正十二面体烷合成（I） |  | 正十二面体烷合成（II） |

接下来，碘与底物4发生卤内酯化反应，碘与烯烃加成生成的碳正离子被羧基捕获，反应生成卤代二元内酯5。酯基与甲醇作用断键，生成邻卤代醇6，接着琼斯氧化得到酮7，用锌铜偶（Zn(Cu)）处理，碘脱去。
| 正十二面体烷合成III     |  | 正十二面体烷合成IV     |
| 正十二面体烷合成（III） |  | 正十二面体烷合成（IV） |

烯丙基三甲基硅烷10与正丁基锂反应得到碳负离子9，与酮发生亲核加成反应，引入最后六个碳原子。然后乙烯基硅烷11与过氧乙酸在乙酸中发生自由基取代反应，得到二元内酯12，用五氧化二磷和甲磺酸酸性试剂处理，发生分子内的傅-克烷基化反应得到二酮13。
用钯碳催化剂氢化还原13中的双键得到14，硼氢化钠还原羰基得到醇15。15发生酯交换反应生成二元内酯16，对甲苯磺酰氯处理，经过亲核脂肪取代反应生成氯代的产物17。接下来17与金属锂在液氨中作用，碳负离子被氯甲基苯基醚捕获发生Birch烷基化，引入苯氧基甲基，以防止后面步骤中发生的烯醇化。这一步中控制氯甲基苯基醚的量，可使烷基化只发生在一个碳原子上。而后18发生Norrish光化学反应，与邻近的碳原子生成新的碳-碳键得到19，醇在对甲苯磺酸作用下消去得到烯烃20。
| 正十二面体烷合成V     |  | 正十二面体烷合成VI     |
| 正十二面体烷合成（V） |  | 正十二面体烷合成（VI） |

用二亚胺还原20中的双键，二异丁基氢化铝还原酯为醇，再用氯铬酸吡啶盐氧化生成醛22。继续借助Norrish反应搭建碳-碳键得到醇23。接下来除去苯氧基甲基：Birch还原其中的苯环生成脂环族醚，酸性水解生成二醇24，氯铬酸吡啶盐氧化得到β-酮醛25，碱性溶液中经由逆克莱森酯缩合反应，醛基脱去得到26。再次发生Norrish反应得到醇27，失水生成28，还原得到29。最后一步是将29用钯碳催化剂在250℃时加压处理，反应物脱氢生成最后一个C-C键，即正十二面体烷30。

### 其他
以上的路线也有不同的版本。8生成12一步，另一条路线是用二苯基环丙烷基锍叶立德与8反应酸解，得到双四元环的中间体，再用过氧化氢氧化得到双螺环结构的12。
17到18一步，Paquette一开始用的是碘甲烷作Birch甲基化，且甲基化在两个羰基碳上都有发生。但后期发现引入的两个甲基难以移除，最后会得到1,6-二甲基的取代物（两个甲基都在五边形交点碳上，最后一步关环时一个甲基发生1,2-迁移），而非正十二面体烷。于是减少碘甲烷的量，发现1:1反应可以只在一个碳原子上引入甲基，但是最后生成的1-甲基正十二面体烷仍然无法转化为想要的产物。
而后制得了无苯氧基甲基取代的醛22，但该分子的烯醇含量很高，极易发生氧化脱氢，生成α,β-不饱和醛。于是寻找新的既可作钝化基团，不易与其他官能团发生副反应，又可以在后期很容易移除的取代基又成了新的任务。这就导致了以上路线中苯氧基甲基的使用。

## 衍生物

该宝塔烷的衍生物可通过反应生成“对位”脱氢的正十二面体烷。

宝塔烷

由正十二面体烷可以制得一系列的衍生物，它们可能具有潜在的应用。比如1-正十二面体烷胺可能与金刚烷胺类似，也是抗病毒及治疗帕金森综合征的药物；由正十二面体烷衍生出的碳正离子可能是稳定的，并且具有不寻常的性质。改变正十二面体烷合成过程中的一些步骤，可能会得到氮杂产物；改变正十二面体烷中几个环的元数，生成的球状烃可能具有捕获氦原子的功能，等等。
不饱和的正十二面体烷分子也已经制得。将三氟乙酸的1-正十二面体烷醇酯或1-溴代正十二面体烷用碱性试剂，如具有膦亚胺结构的“P2F”（[P(NMe2)3]2N+F−）处理可以得到正十二面体烯。该化合物虽然双键突出，但它在动力学上是稳定的，只有加热到300℃才发生二聚，原因可能与邻近四个烯丙基氢原子对双键的位阻保护有关。
类似地，球面对位脱氢的正十二面体二烯也已合成，且性质稳定。它的合成路线是先用一个宝塔烷（Padogane，正十二面体烷的同分异构体）的衍生物发生分子内的羟醛反应，生成正十二面体烷二羧酸甲酯被两个邻位羟基取代的产物，然后用苯磺酰氯在吡啶中处理，转化为正十二面体烷的并合双内酯取代物，再在500℃时真空脱羧，得到正十二面体二烯，产率50-70%。此外，质谱研究表明，不饱和度更高的正十二面体烷脱氢产物在气相中也是存在的。
完全脱氢的正十二面体烯（C20）是最简单的富勒烯，用全氯代的正十二面体二烯（C20Cl16）及全溴代的正十二面体烷（C20Br20）在高温时失卤化氢，用质谱分析裂解产物，确定了C20的存在。